# Неманн, Жозеф Анри Франсуа
Жозеф Анри Франсуа Неманн (фр. Joseph Henri François Neumann, 1800 — 1858) — французский ботаник и садовод.

## Биография
Жозеф Анри Франсуа Неманн родился в 1800 году.
Неманн занимался изучением опыления Ванили. Он был садоводом в Саду растений в Париже.
Жозеф Анри Франсуа Неманн умер в 1858 году.

## Научная деятельность
Жозеф Анри Франсуа Неманн специализировался на семенных растениях.

## Почести
В его честь были названы роды растений Neumannia Brongn. и Neumannia A.Rich..
В его честь были также названы виды растений Caladium neumanni Lem. и Cirsium neumanni Khek.